# Веселовка (Северо-Казахстанская область)
Веселовка (каз. Веселовка) — село в районе Магжана Жумабаева Северо-Казахстанской области Казахстана. Входит в состав Писаревского сельского округа. Находится примерно в 35 км к юго-юго-востоку (SSE) от города Булаево, административного центра района, на высоте 127 метров над уровнем моря. Код КАТО — 593667200.

## Население
В 1999 году численность населения села составляла 408 человек (200 мужчин и 208 женщин). По данным переписи 2009 года, в селе проживало 302 человека (150 мужчин и 152 женщины).